# Amatlán de Cañas
Amatlán de Cañas è un comune del Messico, situato nello stato di Nayarit, il cui capoluogo è la località omonima.
La municipalità conta 11.851 abitanti (2015) e ha un'estensione di 519,22 km².
Il nome significa in lingua nahuatl "luogo dove abbonda l'amate (Ficus insipida) e la carta".